# Švédsko na Zimních olympijských hrách 1960
Švédsko na Zimních olympijských hrách 1960 v Squaw Valley reprezentovalo 47 sportovců, z toho 41 mužů a 6 žen. Nejmladším účastníkem byla Elsa Einarsson (18 let, 208 dní), nejstarším pak Adolf Wiklund (38 let, 64 dní). Reprezentanti vybojovali 7 medaili, z toho 3 zlaté 2 stříbrné a 2 bronzové.

## Medailisté
| Medaile | Jméno                                                   | Sport          | Disciplína            |
| ------- | ------------------------------------------------------- | -------------- | --------------------- |
| Zlato   | Klas Lestander                                          | Biatlon        | muži 20 km            |
| Zlato   | Sixten Jernberg                                         | Běh na lyžích  | muži 30 km            |
| Zlato   | Irma Johansson Britt Strandberg Sonja Ruthström-Edström | Běh na lyžích  | ženy štafeta 3 x 5 km |
| Stříbro | Sixten Jernberg                                         | Běh na lyžích  | muži 15 km            |
| Stříbro | Rolf Rämgård                                            | Běh na lyžích  | muži 30 km            |
| Bronz   | Rolf Rämgård                                            | Běh na lyžích  | muži 50 km            |
| Bronz   | Kjell Bäckman                                           | Rychlobruslení | muži 10 km            |